# Marcelo (football, 1987)
Pour les articles homonymes, voir Marcelo et Guedes.
Marcelo Antônio Guedes Filho, appelé le plus souvent Marcelo, né le 20 mai 1987 à São Vicente, est un footballeur brésilien jouant au poste de défenseur central.

## Biographie

### Carrière en club

#### Santos FC (2004-2008)
D'abord membre de l'équipe des moins de dix-sept ans du Santos Futebol Clube, Marcelo Antônio Guedes Filho remporte en 2004 le Championnat junior de São Paulo. Le 19 mai 2007, lors de la deuxième journée du championnat, il fait ses débuts avec l'équipe professionnelle, contre l'América Natal. En deux minutes, il inscrit le premier but de sa carrière, qui n'empêche cependant pas l'América de s'imposer trois à deux. Mal embarqué en Série A, Santos réussit beaucoup mieux en Copa Libertadores, et finit premier de la phase de groupes. Atteignant les demi-finales, Marcelo échoue face au Grêmio Porto Alegre, ne disputant étrangement aucune des deux manches. En effet, il est jusqu'alors régulièrement titularisé durant la compétition par Vanderlei Luxemburgo, l'entraîneur de Santos. La même année, le joueur remporte son premier titre majeur avec le club, le Championnat de São Paulo, et joue quatre fois avec l'équipe espoirs du Brésil.
En 2008, Santos est éliminé de la Copa Libertadores au stade des quarts de finale.

#### Wisła Cracovie (2008-2010)

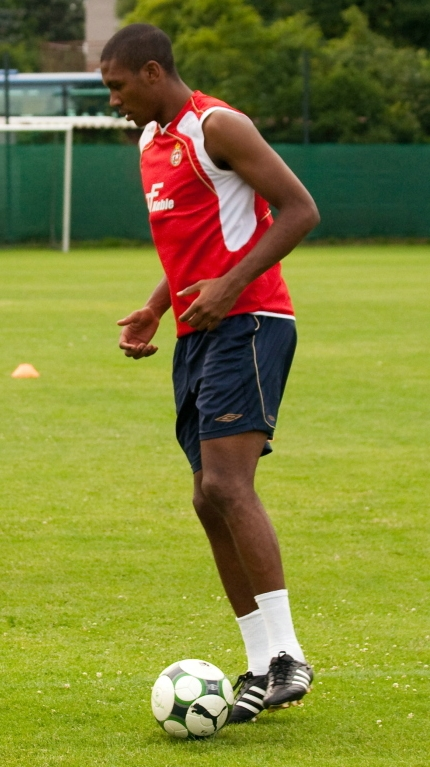
À l'entraînement du Wisła, en 2009.

Le 30 août 2008, Marcelo signe un contrat le liant pour cinq années au Wisła Cracovie, champion de Pologne en titre, qui l'engage gratuitement et malgré les intérêts du Panathinaïkos et du Saturn Ramenskoïe. Il est donc appelé à devenir le successeur de Cléber, défenseur brésilien également au Wisla et de treize ans son aîné. Rapidement intégré à l'effectif, il dispute son premier match sous ses nouvelles couleurs le 24 septembre face au Lechia Gdańsk, en Coupe de la Ligue. Le 27, il fait ses débuts en Ekstraklasa, contre l'Arka Gdynia (victoire quatre buts à zéro). Quelques jours plus tard, Marcelo goûte aux joies de la Coupe d'Europe, disputant une rencontre de Coupe UEFA contre Tottenham. À partir de cette date, il accumule les rencontres, et se montre même décisif à l'avant en fin de saison en inscrivant le but de l'avantage dans le derby ou le seul du match contre l'Arka et le Legia Varsovie. Il pousse donc Cléber sur le banc, qui à l'hiver part au Terek Grozny, en Russie. À l'instar de son compatriote Roger Guerreiro, Marcelo déclare en août 2009 vouloir rejoindre la sélection polonaise.
La saison suivante, Marcelo s'affirme de plus en plus, et ne manque pratiquement aucune minute du championnat. Éliminé très tôt en Ligue des Champions, le Wisła prend comme à son habitude la tête de l'Ekstraklasa. Devant cependant la baisse de régime des attaquants de la Biała Gwiazda, Marcelo se montre de plus en plus actif sur le plan offensif, et trouve le chemin des filets sur de nombreux coups de pied arrêtés. Il devient même le troisième meilleur buteur du club avec sept réalisations, et le onzième de la division. Malgré cette réussite personnelle, le Wisła se fait doubler en fin de saison par le Lech Poznań, qui renoue avec le succès dix-sept ans après son dernier sacre en première division. Après deux saisons passées en Pologne, Marcelo est contacté par de nombreux clubs étrangers.

#### PSV Eindhoven (2010-2013)
Le 4 juillet 2010, Marcelo rejoint le championnat néerlandais et le PSV Eindhoven,, qualifié pour la prochaine Ligue Europa, et y signe un contrat de trois ans avec deux années supplémentaires en option,. Le club hollandais dépense deux millions et demi d'euros pour s'attacher ses services. Marcelo prend à son arrivée le numéro deux de Jan Kromkamp et cher au Brésilien Vampeta, porteur de ce maillot pendant trois saisons à Eindhoven. Le 14 août, il joue son premier match avec le PSV, contre De Graafschap en Eredivisie. Remplaçant lors des premières rencontres, il profite finalement de la blessure de Stanislav Manolev pour prendre la place de titulaire, et devient l'une des bases de la défense des Rood-witten. Le 13 novembre, le Brésilien marque son premier but sous ses nouvelles couleurs, face à l'Excelsior Rotterdam. Avec l'expérimenté Wilfred Bouma, arrivé en même temps que lui à Eindhoven, il forme l'une des paires défensives les plus efficaces du championnat.

#### Hanovre 96 (2013-2016)
En août 2013, il s'engage pour quatre ans au club allemand du Hanovre 96, pour un transfert de 2,5 millions d'euros.

#### Besiktas (2016-2017)
Le 1er février 2016, il est prêté au Besiktas pour 5 mois. Il joue quatorze rencontres en championnat, marque deux buts et dispute deux matchs de coupe. Le 1er juillet 2016, il s'engage définitivement avec Besiktas pour 2 ans avec un transfert de 2 millions d'euros. En une saison, il jouera quarante-quatre rencontres toutes compétitions confondues, et marquera trois buts. Ses bonnes performances, numéro 30 sur le dos, le font courtiser par divers clubs, dont l'Olympique lyonnais.

#### Olympique lyonnais (2017-2022)

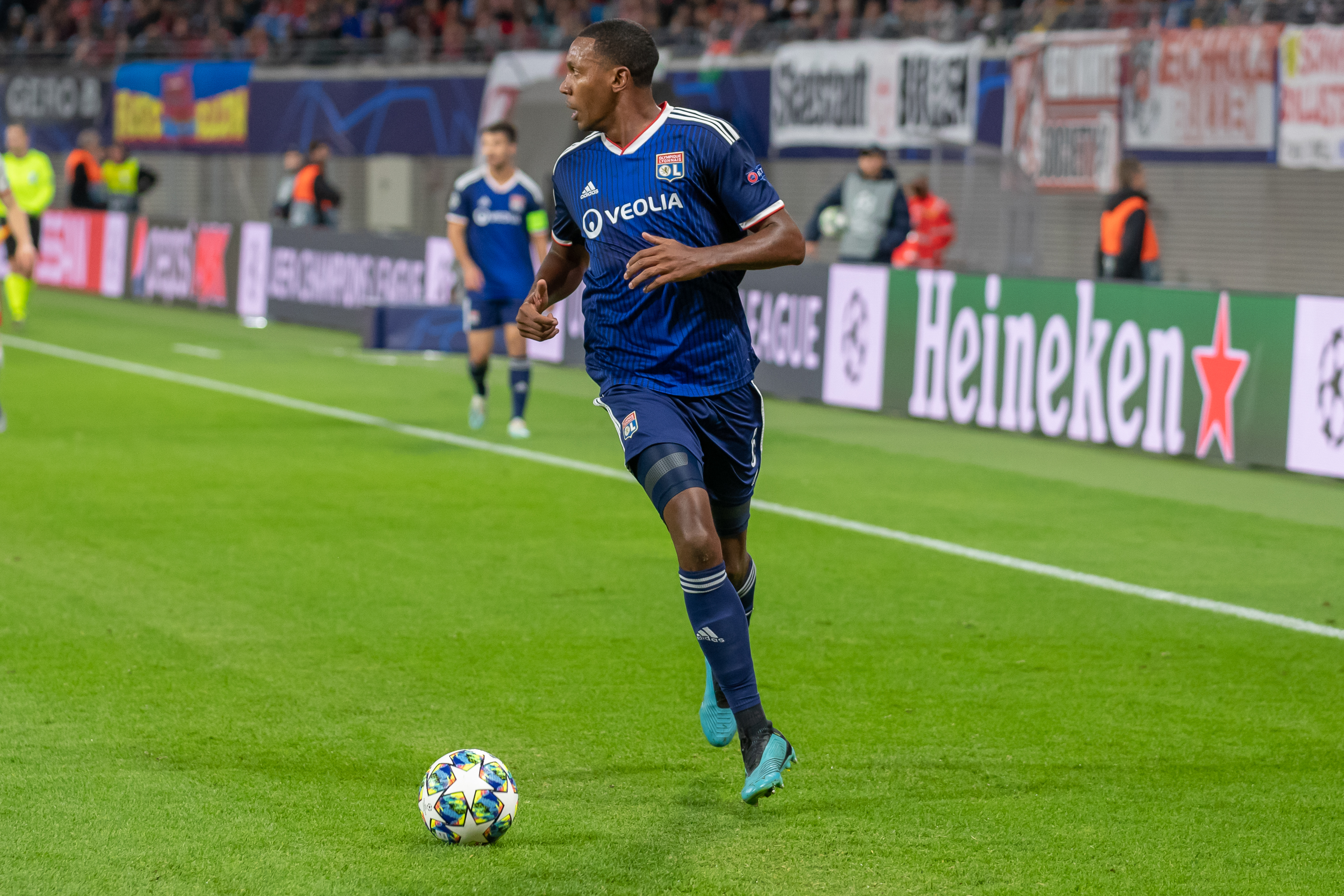
Marcelo sous les couleurs de l'OL en 2019.

Le 13 juillet 2017, il s'engage avec l'Olympique lyonnais pour un montant de 7 millions d'euros où il portera le numéro 6. Il est notamment connu par les supporters lyonnais pour avoir affronté l'Olympique lyonnais en quart de finale de Ligue Europa avec Besiktas. Il s'impose immédiatement comme le patron de défense de l'Olympique lyonnais, disputant quasiment toutes les rencontres. Quelques mois plus tard, le 6 janvier 2018, il inscrit son premier but avec l'Olympique lyonnais en Coupe de France contre l'AS Nancy-Lorraine (victoire 3-2 de Lyon). Il inscrit par la suite un but lors d'une défaite 3-1 à Bordeaux, puis un doublé en quelques minutes de la tête sur deux passes décisives de Memphis sur corner contre le FC Metz (victoire 5-0 de Lyon). Dans le derby face à Saint-Étienne, il délivre une passe décisive à Mariano d'une longue balle depuis l'arrière (match nul 1-1). Marcelo marque également en Coupe d'Europe, lors de la victoire 1-0 face au CSKA Moscou en huitièmes de finale aller de la Ligue Europa (victoire 1-0). Lyon se fera éliminer au match retour (3-3 en cumulé).
Lors de la saison 2018-2019, malgré des offres d'Angleterre - notamment de West Ham United, Marcelo reste à Lyon et est prolongé. De plus, il passe numéro deux dans la hiérarchie des capitaines, devant le champion d'Europe 2016 avec le Portugal Anthony Lopes et derrière le champion du monde 2018 avec la France Nabil Fekir. Durant les absences de ce dernier, il porte ainsi régulièrement le brassard, comme le 19 octobre 2018 quand il délivre une passe décisive pour Moussa Dembélé lors de la victoire 2-0 de Lyon face au Nîmes Olympique, dans une passe dont le style rappelle celui de sa passe décisive pour Mariano contre Saint-Étienne.
Le 24 janvier 2021, lors du derby face à l'AS Saint-Étienne, Marcelo marque un doublé et participe ainsi à la victoire 5-0. 
Le 30 mars 2021, Marcelo prolonge son contrat de deux saisons supplémentaires soit jusqu'en 2023. Le président du club, Jean-Michel Aulas se dit réjouit de prolonger un joueur aussi expérimenté.
Le 17 août 2021, il est écarté du groupe professionnel à la suite de son match catastrophique face au Angers SCO et à son comportement inapproprié dans les vestiaires (on apprendra plus tard que Marcelo aurait eu des flatulences, ce qui aurait provoqué quelques rires avec des coéquipiers, mais aussi rendu Juninho, témoin de la scène, hors de lui). Après ce match, d'un commun accord entre Juninho et Peter Bosz, Marcelo est rétrogradé et évoluera avec l'équipe réserve jusqu'à nouvel ordre.
À la suite de sa mise à l’écart, le joueur de 34 ans ne s'est pas présenté à l'entrainement prévu avec le groupe réserve du club, Gueïda Fofana, le coach a décidé de ne pas le convoquer contre Rumilly-Vallières pour le compte de la 3e journée de National 2.
Le 28 août 2021, il a effectué sa première titularisation contre l'AS Saint-Priest, victoire 3-1 avec la réserve de l'OL.
Il marque son premier but avec la réserve lors de la victoire 3-0 face à Fréjus Saint-Raphaël le 4 septembre 2021.
À la suite de sa mise à l'écart datant du début de saison, Marcelo et le club trouvent un accord pour résilier le contrat à l'amiable le 26 janvier 2022, malgré une prolongation jusqu'en 2023 signée début 2021.

#### Girondins de Bordeaux (2022)
Le 28 janvier 2022, il signe un contrat avec les Girondins de Bordeaux jusqu'à la fin de la saison.
Le 8 juin 2022, le club annonce que Marcelo ne prolongera pas au Girondins de Bordeaux.

#### Western Sydney Wanderers Football Club (depuis 2022)
Le 31 juillet 2022, il s'engage libre pour une saison au Western Sydney Wanderers Football Club, club australien évoluant en première division.

## Statistiques détaillées
| Saison                | Club                     | Championnat           | Championnat | Championnat | Coupe(s) nationale(s) | Coupe(s) nationale(s) | Compétition(s) continentale(s) | Compétition(s) continentale(s) | Compétition(s) continentale(s) | Ligue Régionale | Ligue Régionale | Total | Total |
| Saison                | Club                     | Division              | M.          | B.          | M.                    | B.                    | Comp.                          | M.                             | B.                             | M.              | B.              | M.    | B.    |
| 2007                  | Santos FC                | Série A               | 25          | 2           | -                     | -                     | CL                             | 7                              | 0                              | 7               | 1               | 39    | 3     |
| 2008                  | Santos FC                | Série A               | 16          | 0           | -                     | -                     | CL                             | 4                              | 0                              | 6               | 0               | 26    | 0     |
| Sous-total            | Sous-total               | Sous-total            | 41          | 2           | -                     | -                     | -                              | 11                             | 0                              | 13              | 1               | 65    | 3     |
| 2008-2009             | Wisla Cracovie           | Ekstraklasa           | 21          | 3           | 4                     | 0                     | C3                             | 1                              | 0                              | -               | -               | 26    | 3     |
| 2009-2010             | Wisla Cracovie           | Ekstraklasa           | 28          | 7           | 3                     | 0                     | C1                             | 2                              | 0                              | -               | -               | 33    | 7     |
| Sous-total            | Sous-total               | Sous-total            | 49          | 10          | 7                     | 0                     | -                              | 3                              | 0                              | -               | -               | 59    | 10    |
| 2010-2011             | PSV Eindhoven            | Eredivisie            | 28          | 2           | 3                     | 0                     | C3                             | 14                             | 1                              | -               | -               | 45    | 3     |
| 2011-2012             | PSV Eindhoven            | Eredivisie            | 31          | 3           | 6                     | 0                     | C3                             | 12                             | 0                              | -               | -               | 49    | 3     |
| 2012-2013             | PSV Eindhoven            | Eredivisie            | 32          | 1           | 5                     | 0                     | C3                             | 7                              | 1                              | -               | -               | 44    | 2     |
| 2013-2014             | PSV Eindhoven            | Eredivisie            | -           | -           | -                     | -                     | C1                             | 1                              | 0                              | -               | -               | 1     | 0     |
| Sous-total            | Sous-total               | Sous-total            | 91          | 6           | 14                    | 0                     | -                              | 34                             | 2                              | -               | -               | 139   | 8     |
| 2013-2014             | Hanovre 96               | Bundesliga            | 24          | 0           | 1                     | 0                     | -                              | -                              | -                              | -               | -               | 25    | 0     |
| 2014-2015             | Hanovre 96               | Bundesliga            | 34          | 2           | 1                     | 0                     | -                              | -                              | -                              | -               | -               | 35    | 2     |
| 2015-2016             | Hanovre 96               | Bundesliga            | 19          | 1           | -                     | -                     | -                              | -                              | -                              | -               | -               | 19    | 1     |
| Sous-total            | Sous-total               | Sous-total            | 77          | 3           | 2                     | 0                     | -                              | -                              | -                              | -               | -               | 79    | 3     |
| 2015-2016             | Beşiktaş JK (prêt)       | Süper Lig             | 14          | 2           | 2                     | 0                     | -                              | -                              | -                              | -               | -               | 16    | 2     |
| 2016-2017             | Beşiktaş JK              | Süper Lig             | 32          | 3           | 2                     | 0                     | C1+C3                          | 6+4                            | 0                              | -               | -               | 44    | 3     |
| Sous-total            | Sous-total               | Sous-total            | 46          | 5           | 4                     | 0                     | -                              | 10                             | 0                              | -               | -               | 60    | 5     |
| 2017-2018             | Olympique lyonnais       | Ligue 1               | 35          | 3           | 4                     | 1                     | C3                             | 10                             | 1                              | -               | -               | 49    | 5     |
| 2018-2019             | Olympique lyonnais       | Ligue 1               | 33          | 0           | 5                     | 0                     | C1                             | 8                              | 0                              | -               | -               | 46    | 0     |
| 2019-2020             | Olympique lyonnais       | Ligue 1               | 17          | 0           | 6                     | 0                     | C1                             | 10                             | 0                              | -               | -               | 33    | 0     |
| 2020-2021             | Olympique lyonnais       | Ligue 1               | 34          | 3           | 3                     | 0                     | -                              | -                              | -                              | -               | -               | 37    | 3     |
| 2021-2022             | Olympique lyonnais       | Ligue 1               | 2           | 0           | 0                     | 0                     | -                              | -                              | -                              | -               | -               | 2     | 0     |
| Sous-total            | Sous-total               | Sous-total            | 121         | 6           | 18                    | 1                     | -                              | 28                             | 1                              | -               | -               | 167   | 8     |
| 2021-2022             | Girondins de Bordeaux    | Ligue 1               | 11          | 0           | -                     | -                     | -                              | -                              | -                              | -               | -               | 11    | 0     |
| Sous-total            | Sous-total               | Sous-total            | 11          | 0           | 0                     | 0                     | -                              | 0                              | 0                              | -               | -               | 11    | 0     |
| 2022-2023             | Western Sydney Wanderers | A-League              | 18          | 0           | -                     | -                     | -                              | -                              | -                              | -               | -               | 18    | 0     |
| Sous-total            | Sous-total               | Sous-total            | 18          | 0           | 0                     | 0                     | -                              | 0                              | 0                              | -               | -               | 18    | 0     |
| Total sur la carrière | Total sur la carrière    | Total sur la carrière | 465         | 33          | 45                    | 1                     | -                              | 86                             | 3                              | 13              | 1               | 609   | 38    |

## Palmarès
Santos FC
- Champion de São Paulo : 2007

 Wisła Cracovie
- Champion de Pologne : 2009

 PSV Eindhoven
- Coupe des Pays-Bas : 2012.
- Supercoupe des Pays-Bas : 2012.

 Beşiktaş
- Championnat de Turquie : 2016 et 2017.

 Olympique lyonnais
- Eusébio Cup (Tournoi amical) : 2018.
- Emirates Cup (Tournoi amical) : 2019.
- Finaliste de la Coupe de la Ligue : 2020